# The Globetrotters
The Globetrotters – polska grupa muzyczna, grająca w gatunkach jazz, funky i world music. Grupa powstała w 1999, założona przez Bernarda Maselego.

## Skład zespołu
- Jakub Badach – wokal
- Jerzy Główczewski – saksofony, flet
- Bernard Maseli – wibrafon (również KAT MIDI Mallet Controller), kalimba, programowanie
- W roku 2001 dołączył indonezyjski perkusjonista Nippy Noya(inne języki).

## Dyskografia
- 2000 The Globetrotters
- 2003 Fairy Tales of the Trees
- 2006 Both Sides
- 2009 Stop. Don't Talk[1]